# Meksykańscy arcymistrzowie szachowi
Lista meksykańskich szachistów, posiadających tytuły arcymistrzów (GM) i arcymistrzyń (WGM), zarówno w grze klasycznej, korespondencyjnej, kompozycji szachowej, jak i w rozwiązywaniu zadań szachowych oraz tytuły arcymistrzów honorowych (HGM), przyznawanych za osiągnięcia w przeszłości. Obejmuje także zawodników, którzy barwy Meksyku reprezentowali tylko w pewnym okresie swojego życia.

## Szachy klasyczne

### arcymistrzowie
| Zawodnicy                   | Rok urodzenia | Rok śmierci | Rok nadania | Uwagi               |
| --------------------------- | ------------- | ----------- | ----------- | ------------------- |
| José González García        | 1973          |             | 2006        | aktualnie Hiszpania |
| Juan Carlos González Zamora | 1968          |             | 2004        | wcześniej Kuba      |
| Gilberto Hernández Guerrero | 1970          |             | 1995        |                     |
| Manuel León Hoyos           | 1989          |             | 2008        |                     |
| Marcel Sisniega Campbell    | 1959          | 2013        | 1992        |                     |
| Carlos Torre Repetto        | 1904          | 1978        | 1977        | tytuł honorowy      |

## Szachy korespondencyjne

### arcymistrzowie
| Zawodnicy            | Rok urodzenia | Rok śmierci | Rok nadania | Uwagi                  |
| -------------------- | ------------- | ----------- | ----------- | ---------------------- |
| Jorge Aldrete Lobo   | 1940          |             | 2006        | +mistrz międzynarodowy |
| Kenneth Frey Beckman | 1950          |             | 2004        | +mistrz międzynarodowy |